# Robert Todd Lincoln
Robert Todd Lincoln (Springfield, Illinois 1843 - Manchester (Vermont) 1926) va ser un advocat i polític nord-americà.

## Vida familiar i personal
Fill primogènit del president Abraham Lincoln i de la seva esposa Mary Todd, va ser batejar així en honor del seu avi matern. Va ser l'únic dels fills del matrimoni Lincoln que va arribar a l'edat adulta i va sobreviure als seus pares. Va mantenir una relació distant amb el seu pare, degut a les absències d'aquest a causa de la seva carrera política. L'any 1868 es va casar amb Mary Eunice Harlan, filla del senador James Harlan, amb qui va tenir tres fills:
- Mary "Mamie" Lincoln (1869 – 1938)
- Abraham Lincoln II "Jack" (1873 – 1890)
- Jessie Harlan Lincoln (1875 – 1948)

La relació amb la seva mare es va truncar per la seva decisió d'acudir als tribunals al 1875 per incapacitar-la legalment a disposar dels seus béns, ja que ell considerava que ella els malbaratava per la seva depressió, una acció que Mary Todd mai li va perdonar.

## Carrera política i professional
Va exercir com a advocat a Chicago, arribant a convertir-se en un home respectat. L'any 1877 va rebutjar una oferta del president Rutherford Hayes per a unir-se al seu gabinet, encara que quatre anys després va acceptar convertir-se en Secretari de Guerra de James Garfield. Després de l'assassinat d'aquest, l'any 1881, va ser renovat en el seu lloc pel nou president, Chester Alan Arthur. Durant el seu mandat es van produir uns violents disturbis a Cincinnati (1884), que van durar tres dies i que es van saldar amb gairebé mig centenar de morts, obligant al govern a enviar a l'exèrcit per tal d'apaivagar els carrers.
Durant la presidència de Benjamin Harrison (1889 - 1893) va ser enviat com a ambaixador al Regne Unit. Al tornar a Amèrica del Nord, va treballar com a advocat i executiu per a la companyia automobilística de George Pullman, després de la mort d'aquest l'any 1897 va ser triat com el seu substitut en la direcció de l'empresa i es va mantenir en aquest càrrec fins que es va retirar al 1911.

## Presència en assassinats
Robert Lincoln va estar casualment present o prop quan van succeir els assassinats de tres presidents:
- Lincoln no va estar present en l'assassinat del seu pare. Estava a la Casa Blanca i va córrer per estar amb els seus pares, perquè el president malferit va ser traslladat a la Petersen House davant el teatre Ford després de ser disparat; allà Robert vetllar al seu pare en el seu llit de mort.
- Convidat pel president James A. Garfield, Lincoln era a l'estació de tren del carrer Sisena a Washington, DC on el president va rebre el tret de J. Guiteau el 2 de juliol de 1881 i va ser testimoni de l'esdeveniment. Lincoln havia estat Secretari de Guerra durant el mandat de Garfield.
- Per invitació de president William McKinley, Lincoln era a l'Exposició Pan-Americana a Buffalo, Nova York, quan el president va rebre el tret de Leon Czolgosz el 6 de setembre de 1901, però no va ser testimoni d'aquest esdeveniment.

Lincoln reconeixia que eren coincidències. Comentaria més tard que havia rebutjat invitacions presidencials per això. "No, no aniré i millor no em preguntin, perquè hi ha certa fatalitat sobre les funcions presidencials quan estic present".

## Mort i llegat
Robert Todd Lincoln va morir mentre dormia a Hildene, la seva llar a Vermont el 26 de juliol de 1926. Tenia 82 anys. La causa de la seva mort donada pel seu metge personal va ser "hemorràgia cerebral induïda per arterioesclerosi".
Va ser sepultat al Cementiri Nacional d'Arlington, en un sarcòfag dissenyat per l'escultor James Earle Fraser. Va ser sepultat amb la seva dona Mary i el seu fill Jack, qui va morir a Londres, Anglaterra per sèpsia a l'edat de 16 anys.